# Brechmorhoga neblinae
Brechmorhoga neblinae – gatunek ważki z rodziny ważkowatych (Libellulidae). Występuje na terenie Ameryki Południowej.